# Lamminjärvensuo
Le marais du lac Lamminjärvi (finnois : Lamminjärvensuo) est un marais situé à Lammi dans la municipalité d'Hämeenlinna, en Finlande.

## Géographie
Le marais est situé à environ deux kilomètres à l'est de Lammi autour du lac Lamminjärvi.
La tourbière Lamminjärvensuo couvre une superficie d'environ 50 hectares. 
Le Lamminjärvi envahi par la végétation est au milieu de la tourbière.
De nombreuses plantes de marais poussent dans le marais du Lamminjärvi, comme l'Orchis incarnat, la Malaxis à une feuille, la  Malaxis des tourbières, la Linaigrette grêle et la Luzule des Sudètes. 
La tourbière est protégée en tant que zone du programme finlandais de conservation de la tourbière et est entièrement une réserve naturelle.
Sur le bord nord du Lamminjärvensuo se trouve le bois et le rocher d'Halila. 
Les espèces végétales notables du rocher comprennent la botryche lunaire, la  botryche à feuille de Rue, la myosurus minimus, l'orpin annuel, le clinopodium vulgare, la molène noire et l'anthémis des teinturiers.
Les plantes du bosquet sont, entre-autres, l'ail des jardins, le houblon, l'anémone fausse renoncule, le trolle d'Europe et le géranium palustre. 
Le bois est protégé en tant que zone du programme de conservation des bois finlandais.